# Listikot
Listikot (nepalski: लिस्तीकोट) – gaun wikas samiti w środkowej części Nepalu  w strefie Bagmati w dystrykcie Sindhupalchowk. Według nepalskiego spisu powszechnego z 2001 roku liczył on 737 gospodarstw domowych i 3501 mieszkańców (1719 kobiet i 1782 mężczyzn).